# Peromyia doci
Peromyia doci är en tvåvingeart som beskrevs av Jaschhof 2004. Peromyia doci ingår i släktet Peromyia och familjen gallmyggor. Inga underarter finns listade i Catalogue of Life.